# 奥娜·卡沃内利
奥娜·卡沃内利（西班牙語：Ona Carbonell，1990年6月5日—），西班牙女子花样游泳运动员。她曾代表西班牙参加2012年、2016年和2020年夏季奥林匹克运动会花样游泳比赛，获得一枚银牌和一枚铜牌。